# Jerôme Palatsi
Jerôme Palatsi (Béziers, 10 de dezembro de 1969) é um ex-futebolista francês que atuava como goleiro.
Considerado baixo para um goleiro (mede 1,80 de altura), Palatsi jogou a maior parte de sua carreira no futebol de Portugal, com destaque para Beira-Mar (2 passagens) e Vitória de Guimarães, atuando em mais de 100 jogos em cada clube (130 pelo Beira-Mar e 126 pelo Vitória), além de ter feito 4 gols.
Defendeu ainda Montpellier, Olympique Alès, Rouen, Pau FC, Le Grau-du-Roi, Moreirense, Penafiel e Avanca, onde se aposentou em 2010. Já aposentado dos gramados, atuou no time de futebol de areia do Vitória de Guimarães entre 2013 e 2015, acumulando também a função de técnico e auxiliar, e também foi treinador de goleiros no Beira-Mar, Freamunde e Felgueiras 1932. Seu último trabalho foi como olheiro do Montpellier, entre 2017 e 2020.

## Títulos
Le Grau-du-Roi
- Division d'Honneur de Languedoc-Roussillon: 1995–96[10]

Beira-Mar
- Taça de Portugal: 1998–99[11]
- Segunda Liga: 2009–10[carece de fontes?]